# ハマギギ科
ハマギギ科(Ariidae)はナマズ目に属する科のひとつである。ゴンズイ科とともに、ナマズ目の中でも海水魚を含む数少ない科のひとつとして知られている。本科に属するおよそ143の種の中には、海域に生息する種のほかに汽水域を含めた淡水域に生息する種も多数いる。世界各地の温帯域から熱帯域でみられる。

## 分類
本科内の系統関係は未だ明確ではない。本科に属していた属のうち、Gogo 属とAncharius 属の2属は新たに独立のAnchariidae科に移されている。ハマギギ科は二つの亜科に分けられる。ひとつはGaleichthys 属のみを含むGaleichthyinae亜科であり、もうひとつがその他の全ての属を含むハマギギ亜科(Ariinae)である。
Nelson(2006)は、本科をパンガシウス科やギギ科とともにギギ上科(Bagroidea)に分類した。ただし、前述のAnchariidae科と本科をまとめて、Arioidea上科に分類する分類も提唱されている。

## 分布
本科魚類はインド洋、太平洋、大西洋を含めた世界各地の水域に生息するが、主に熱帯域や温帯域でみられる。エスチュアリーやラグーンなどの汽水域に生息する種が多いが、完全に海水域のみに生息する種、あるいは淡水域のみに生息する種もいる。
日本からはハマギギ(Arius maculatus)、オオサカハマギギ(Netuma thalassina)、トウカイハマギギ(Plicofollis nella )の3種が記録されているが、いずれも稀種である。

## 形態
尾鰭は深く二叉する。通常ヒゲは3対ある。頭部及び背鰭の近くには骨板が存在する。少なくともいくつかの種では、背鰭や胸鰭に有毒の棘を持つ。脂鰭を持つ。

## 生態
海洋に生息すること以外にも、本科の魚類は他のナマズ目魚類とは異なる独特な生態をみせる。その例としては、本科に属するほとんどの種はマウスブルーダーであることが挙げられる。オスは数10個ほどの卵を口の中に含んだまま、卵が孵化し子が自由遊泳を始めるまでの2か月ほどを過ごす。

## 人間との関係
この科の中でもよく知られているAriopsis felis (英名:Hardhead catfish)は、マサチューセッツからメキシコに至る大西洋の西岸に豊富な種である。本種は最大で5.5kgに達し食用とすることもできるが、釣りの対象魚としては好みが分かれる魚であり、しばしば餌の横取りをするとして迷惑がられる。
より小型の種は、水族館や家庭における観賞魚としての価値を持つ場合もある。1972年にはシカゴのシェッド水族館が飼育下でのAriopsis felis の繁殖に初めて成功し、その後も何度か成功させている。Sciades seemanni (英名:Colombian shark catfish) は観賞魚として人気があるが、Arius berneyi やArius graeffei といった誤った学名で流通していることが多い。